# كيلي ميرفي
كيلي ميرفي (بالإنجليزية: Kelly Murphy) (و. 1989  م) هي لاعبة كرة طائرة، من الولايات المتحدة، ولدت في جوليت، شاركت في الكرة الطائرة في الألعاب الأولمبية الصيفية 2016.

## التعليم
تعلمت في جامعة فلوريدا.

## روابط خارجية
- كيلي ميرفي على موقع دوري الدرجة الأولى الإيطالي للكرة الطائرة - سيدات (الإيطالية)
- كيلي ميرفي على موقع أوليمبيديا (الإنجليزية)
- كيلي ميرفي على موقع اللجنة الأولمبية والبارالمبية الأمريكية (الإنجليزية)